# رونا نيشليو
رونا نيشليو (مواليد 25 أغسطس 1986) هي مغنية وكاتبة أغاني ألبانية، مثلت ألبانيا في مسابقة الأغنية الأوروبية 2012 وحصلت على المركز الخامس.

## روابط خارجية
- رونا نيشليو على موقع ميوزك برينز (الإنجليزية)
- رونا نيشليو على موقع ديسكوغز (الإنجليزية)